# Hennediella diaguita
Hennediella diaguita är en bladmossart som beskrevs av Robert Zander och Mahu 1999. Hennediella diaguita ingår i släktet Hennediella och familjen Pottiaceae. Inga underarter finns listade i Catalogue of Life.